# Mercator (Plautus)
Mercator (lateinisch für „der Kaufmann“) ist der Titel einer lateinischen Komödie des römischen Komödiendichters Titus Maccius Plautus. Das Werk beruht auf einer Vorlage namens Emporos (Ἔμπορος) des griechischen Komödiendichters Philemon. Dieses hat Plautus für das römische Publikum umgeschrieben. Somit spielt das Stück in Athen und die Darsteller haben Namen griechischen Ursprungs, die Sprache der Komödie ist allerdings Latein. Damit gehört der Mercator zur Gattung der fabula palliata.

## Akteure
Im Mercator treten folgende Personen mit wichtigen Sprechrollen auf (sortiert nach Reihenfolge des Auftretens):
- Charinus, ein junger Athener, der von seiner Handelsreise Pasicompsa als seine Hetäre mitgebracht hat
- Acanthio, Charinus’ Sklave und sein früherer Erzieher
- Demipho, Vater des Charinus, der sich ebenfalls in Pasicompsa verliebt
- Lysimachus, Nachbar des Demipho, der Pasicompsa für diesen kauft und in seinem Hause versteckt
- Eutychus, Sohn des Lysimachus und Charinus’ Freund, der versucht, Pasicompsa diesen zu kaufen
- Pasicompsa, Hetäre aus Rhodos und Freundin des Charinus
- Dorippa, Frau des Lysimachus
- Syra, alte Sklavin der Dorippa
- Koch, wird von Demipho und Lysimachus zur Bereitung eines Festmahls bestellt

Des Weiteren gibt es mehrere stumme Rollen in dem Stück, wie die Gehilfen des Kochs oder Geldträger- und Ankleidesklaven.

## Inhalt
Das Stück beginnt mit einem Monolog des Charinus, in welchem dieser die Vorgeschichte des Stücks darstellt. Man erfährt, dass Charinus von seinem Vater auf Handelsreise geschickt wurde, auf der er einen beträchtlichen Gewinn eingefahren hat. Einen Teil dessen gibt Charinus während der Reise für den Kauf der Hetäre Pasicompsa aus, die er auf seinem Schiff gelassen hat, um sie vor seinem Vater zu verstecken.
Nach dem Monolog erfährt Charinus von seinem Sklaven Acanthio, dass sein Vater Demipho Pasicompsa entdeckt hat. Acanthio hat Demipho die Notlüge unterbreitet, Charinus habe die Frau seiner Mutter als Magd gekauft. Nach diesem Dialog kommt Demipho auf die Bühne, der in einem Monolog darlegt, dass er sich in Pasicompsa verliebt hat. Er offenbart seinem Nachbarn Lysimachus seine Liebe. In der darauffolgenden Szene geraten Charinus und Demipho aneinander: Demipho versucht seinen Sohn davon zu überzeugen, Pasicompsa wieder zu verkaufen, damit er selbst sie heimlich von seinem Freund Lysimachus für sich kaufen lassen kann. Charinus beauftragt im Gegenzug seinen Freund Eutychus, die Frau für ihn zu kaufen.
Lysimachus gelingt es, Pasicompsa zu kaufen, und beherbergt sie in seinem Haus, bis eine feste Unterkunft für sie gefunden ist. Er trifft auf den aufgeregten Demipho, und die beiden kommen überein, zur Feier einen Koch zu bestellen. Charinus erfährt derweil von Eutychus, dass Pasicompsa von einem ihm Unbekannten gekauft wurde, und beschließt daraufhin in seiner Trauer, Athen für immer zu verlassen. Eutychus macht sich auf die Suche nach Pasicompsa, um Charinus von seiner Reise abzuhalten.
Danach kommt Lysimachus’ Frau Dorippa mit ihrer Sklavin vom Land zurück und entdeckt Pasicompsa in ihrem Haus. Sie verdächtigt ihren Mann der Untreue, was durch den Auftritt des Kochs noch bestärkt wird. Eutychus kommt erschöpft von seiner vergeblichen Suche zurück und trifft auf Syra, die ihm erzählt, dass Pasicompsa im Haus ist. Eutychus verschwindet im Haus, um sich selbst davon zu überzeugen.
Charinus betritt reisefertig die Bühne und möchte sich auf den Weg machen. Eutychus kommt herbei und versucht ihn aufzuhalten. Charinus verfällt in seiner Trauer in einen Wahn und glaubt Eutychus erst nicht, dass Pasicompsa noch da ist. Er durchlebt eine imaginäre Suche nach Pasicompsa durch verschiedene Länder, kommt aber letzten Endes doch noch zur Vernunft und verschwindet freudig mit Eutychus im Haus des Lysimachus. Daraufhin treten Demipho und Lysimachus auf. Eutychus tritt wieder aus dem Haus und sorgt dafür, dass Demipho von Pasicompsa ablässt und sie Charinus überlässt. Außerdem erzählt er seinem Vater Lysimachus, dass seine Frau ihm nicht mehr zürnt.